# Peucedanum angolense
Peucedanum angolense là một loài thực vật có hoa trong họ Hoa tán. Loài này được (Welw. ex Ficalho) Cannon miêu tả khoa học đầu tiên năm 1970.